# 1781 в Україні

## Особи

### Народились
- Кирило (Куницький) (1781—1836) — український церковний діяч, ректор Київської духовної академії, єпископ Чигиринський, архімандрит Київського Братського монастиря, вікарій Київської митрополії.
- Краснокутський Олександр Григорович (1781—1841) — військовик, журналіст, мемуарист.
- Красовський Опанас Іванович (1781—1843) — генерал-ад'ютант, член Військової ради, генерал від інфантерії.
- Юзеф-Францішек Круліковський (1781—1839) — польський суддя, мовознавець, письменник, педагог, редактор, доктор філософії.
- Харитоненко Герасим Омелянович (1781—1849 (1855)) — голова українського роду Харитоненків, батько цукрозаводчика Івана Герасимовича Харитоненка.
- Четвертаков Єрмолай Васильович (1781 — після 1814) — герой Вітчизняної війни 1812 року, солдат Київського драгунського полку.
- Шевченко Григорій Іванович (1781—1825) — батько Тараса Григоровича Шевченка.

### Померли
- Лаврентій Кордет (1720—1781) — український церковний педагог доби Гетьманщини. Ректор Харківського колегіуму, архімандрит Харківського Покровського монастиря.
- Григорій Пивоваров (? — 1781) — війт Києва в 1766—1781 роках.
- Калинович Іван Олексійович (1726—1881) — український живописець, монах-василіянин.
- Лизогуб Семен Семенович (1708/1709 — 1781) — український шляхтич, прадід письменника Миколи Гоголя по материній лінії.
- Мойсеєнко Федір Петрович (1754—1781) — перший український мінералог.
- Юзеф Паулін Санґушко (1740—1781) — маршалок надвірний литовський (з 1760 року), Великий маршалок литовський (з 1768 року), князь, кременецький і черкаський староста.

## Засновані, створені
- Чернівецько-Буковинська єпархія (Карловацька митрополія)
- Академічна книгарня у Глухові
- Київське намісництво
- Новгород-Сіверське намісництво
- Чернігівське намісництво
- Борзнянський повіт
- Гадяцький повіт
- Городнянський повіт
- Градизький повіт
- Зіньківський повіт (Полтавська губернія)
- Золотоніський повіт
- Козелецький повіт
- Конотопський повіт
- Кролевецький повіт (Новгород-Сіверське намісництво)
- Лохвицький повіт
- Лубенський повіт
- Ніжинський повіт
- Новгород-Сіверський повіт
- Переяславський повіт
- Пирятинський повіт
- Прилуцький повіт
- Роменський повіт
- Хорольський повіт
- Чернігівський повіт
- Церква Успіння Пресвятої Богородиці (Лядське)
- Синагога (Луків)
- Антонівка (Буки)
- Дружківка
- Єньків
- Завод (село)
- Мажарівка
- Милове
- Петруші (Прилуцький район)
- Стара Тернавщина
- Тростянець (Срібнянський район)
- Палац Чацьких (Боремель)
- Михайлівська церква (Вороніж)
- Покровська церква (Фастів)
- Троїцький собор (Новомосковськ)
- Церква Святого Василія (Угільня)

## Зникли, скасовані
- Гадяцький полк
- Лубенський полк
- Костел Марії Магдалини та монастир боніфратрів (Луцьк)